# Sunshine Hockey League

Logo der Southern Hockey League in der Saison 1995/96

Die Sunshine Hockey League (in der Saison 1995/96 Southern Hockey League) war eine Eishockey-Minor League im Süden der USA. Sie existierte von 1992 bis 1996.

## Geschichte
Die Liga wurde zunächst unter dem Namen Sunshine Hockey League gegründet, in Anlehnung an den Spitznamen Floridas als Sunshine State, wo alle Mannschaften ihren Sitz hatten, änderte diesen jedoch zur Saison 1995/96 in Southern Hockey League, nachdem zuvor auch Mannschaften außerhalb Floridas in die Liga aufgenommen wurden. Den Namen wählte man in Anlehnung an eine gleichnamige Eishockeyliga, die von 1973 bis 1977 existierte.
Nachdem mehrere Mannschaften der SHL in die Central Hockey League wechselten bzw. in dieser statt der SHL den Spielbetrieb aufnahmen, wurde 1996 der Spielbetrieb der Southern Hockey League eingestellt.

## Teams
- Daytona Beach Breakers (1995–1996)
- Daytona Beach Sun Devils (1992–1995, wurden Daytona Beach Breakers)
- Fresno Falcons (1994–1995)
- Huntsville Channel Cats (1995–1996)
- Jacksonville Bullets (1992–1996)
- Lakeland Ice Warriors (1992–1995, wurden Lakeland Prowlers)
- Lakeland Prowlers (1995–1996)
- St. Petersburg Renegades (1992–1993)
- West Palm Beach Barracudas (1995–1996)
- West Palm Beach Blaze (1992–1995, wurden West Palm Beach Barracudas)
- Winston-Salem Mammoths (1995–1996)

## Meister
Sunshine Hockey League
- 1993 – West Palm Beach Blaze
- 1994 – West Palm Beach Blaze
- 1995 – West Palm Beach Blaze

Southern Hockey League
- 1996 – Huntsville Channel Cats